# Svartbröstad papegojnäbb
Svartbröstad papegojnäbb (Paradoxornis flavirostris) är en hotad asiatisk fågel i familjen papegojnäbbar inom ordningen tättingar.

## Utseende och läten
Svartbröstad papegojnäbb är en stor (19 cm) och tjocknäbbad papegojnäbb med svarta fläckar på huvudsidorna och strupen. Undersidan är rostbeige. Liknande fläckbröstad papegojnäbb har pilspetsformade fläckar på bröstet och ljusare beige undersida. Lätena är grova, i engelsk litteratur beskrivna som "howh", "jeehw" och "jahw", ibland i rytmiska serier. Även ljusare serier kan höras, "wi chi'chi'chi'chi'chi, wi yi'yi'yi'yi'yi" eller "wi'uwi-uwi-uwi wi chu-chu-chu".

## Utbredning och systematik
Svartbröstad papegojnäbb förekommer i förberg från Nepal till nordöstra Assam och västra Myanmar (Chin Hills). Den behandlas som monotypisk, det vill säga att den inte delas in i några underarter.

### Släktestillhörighet
Tidigare inkluderades alla papegojnäbbar förutom större papegojnäbb i Paradoxornis. DNA-studier visar dock att större papegojnäbb och den amerikanska arten messmyg (Chamaea fasciata) är inbäddade i släktet. Paradoxornis delades därför upp i ett antal mindre släkten. Svartbröstad och fläckbröstad papegojnäbb (Paradoxornis flavirostris) var de enda arter som då behölls i Paradoxornis. Sedermera har taxonomin justerats så att papegojnäbbarna delas upp i endast två släkten, de större arterna i Paradoxornis (inklusive Conostoma) som utgör systergrupp till messmygen, och de mindre i Suthora.

### Familjetillhörighet
DNA-studier visar att papegojnäbbarna bildar en grupp tillsammans med den amerikanska arten messmyg, de tidigare cistikolorna i Rhopophilus samt en handfull släkten som tidigare också ansågs vara timalior (Fulvetta, Lioparus, Chrysomma, Moupinia och Myzornis). Denna grupp är i sin tur närmast släkt med sylvior i Sylviidae och har tidigare inkluderats i den familj, vilket i stor utsträckning görs fortfarande. Enligt sentida studier skilde sig dock de båda grupperna sig åt för hela cirka 19 miljoner år sedan, varför tongivande International Ornithological Congress (IOC) numera urskilt dem till en egen familj, Paradoxornithidae. Denna linje följs här.

## Levnadssätt
Svartbröstad papegojnäbb hittas i tät vass, elefantgräs eller blandade grässorter, vanligen utmed flodbanker. Den är relativt skygg och ses ofta lågt ner, vanligen i små grupper om sju till åtta fåglar, ibland fler. Födan består av små ryggradslösa djur och frön.

### Häckning
Fågeln häckar mellan mars och juli. Boet är en prydlig och kompakt skål, bestående av barkstrimmor eller grovt gräs och bambublad, som fixeras vid tre eller fyra vasstrån mellan en och tre meter ovan mark. Däri lägger den två till fyra ägg.

## Status
Svartbröstad papegojnäbb tros minska kraftigt till följd av habitatförlust och världspopulationen uppskattas till endast mellan 1500 och 4000 vuxna individer. Internationella naturvårdsunionen IUCN betraktar den därför som hotad och placerar den i kategorin sårbar.